# Taekwondo nos Jogos Olímpicos de Verão de 2020 - Até 80 kg masculino
A categoria até 80 kg masculino do taekwondo nos Jogos Olímpicos de Verão de 2020 ocorreu em 26 de julho de 2021 no Makuhari Messe, em Tóquio. Um total de 16 taekwondistas, cada um representando um Comitê Olímpico Nacional (CON), participaram do evento.

## Qualificação
Um total de 16 vagas foram atribuídas para a categoria até 80 kg masculino, cada um representando um CON, conforme abaixo:
- 6 pelo Ranking Olímpico da WTF de dezembro de 2019;
- 2 pelo torneio qualificatório africano;
- 1 pelo torneio qualificatório da Oceania;
- 2 pelo torneio qualificatório pan-americano;
- 2 pelo torneio qualificatório europeu;
- 2 pelo torneio qualificatório asiático;
- 1 por convite da Comissão Tripartite.

## Formato
A chave principal consistiu de um torneio em formato de eliminatória, até à final em que se discutiu a medalha de ouro. Os oito primeiros cabeças de chave foram distribuídos para não se enfrentarem nas fases iniciais. Os restantes qualificados foram distribuídos aleatoriamente.
Foram atribuídas duas medalhas de bronze, com recurso a uma repescagem para encontrar os terceiros colocados do pódio. Todos os competidores que perderam para um dos finalistas competiu na repescagem, igualmente em formato de eliminatória. Os vencidos das semifinais enfrentaram os dois melhores da repescagem na disputa pelo bronze.

## Calendário
Horário local (UTC+9)
| Data                | Horário | Fase                |
| ------------------- | ------- | ------------------- |
| 26 de julho de 2021 | 9:15    | Oitavas de final    |
| 26 de julho de 2021 | 15:15   | Quartas de final    |
| 26 de julho de 2021 | 17:15   | Semifinal           |
| 26 de julho de 2021 | 20:15   | Repescagem          |
| 26 de julho de 2021 | 21:15   | Disputa pelo bronze |
| 26 de julho de 2021 | 22:15   | Final               |

## Medalhistas
| Ouro   | ROC Maksim Khramtsov           |
| Prata  | JOR Saleh Al-Sharabaty         |
| Bronze | CRO Toni Kanaet EGY Seif Eissa |

## Resultados
A competição foi realizada em um único dia (26 de julho) até a definição dos medalhistas:

### Chaveamento
|  | Oitavas de final         | Oitavas de final         | Oitavas de final |  |  | Quartas de final       | Quartas de final       | Quartas de final       |    |                       | Semifinais            | Semifinais           | Semifinais |  |  | Final | Final | Final |
|  |                          |                          |                  |  |  |                        |                        |                        |    |                       |                       |                      |            |  |  |       |       |       |
|  | 13ITA Simone Alessio     | 13ITA Simone Alessio     | 22               |  |  |                        |                        |                        |    |                       |                       |                      |            |  |  |       |       |       |
|  | 4BRA Ícaro Miguel Soares | 4BRA Ícaro Miguel Soares | 3                |  |  | ITA Simone Alessio     | ITA Simone Alessio     | 5                      |    |                       |                       |                      |            |  |  |       |       |       |
|  | 5EGY Seif Eissa          | 5EGY Seif Eissa          | 11               |  |  | EGY Seif Eissa         | EGY Seif Eissa         | 6                      |    |                       |                       |                      |            |  |  |       |       |       |
|  | 12AUS Jack Marton        | 12AUS Jack Marton        | 1                |  |  |                        |                        |                        |    | EGY Seif Eissa        | EGY Seif Eissa        | 1                    |            |  |  |       |       |       |
|  | 9CRO Toni Kanaet         | 9CRO Toni Kanaet         | 21               |  |  |                        | ROC Maksim Khramtsov   | ROC Maksim Khramtsov   | 13 |                       |                       |                      |            |  |  |       |       |       |
|  | 8ESP Raúl Martínez       | 8ESP Raúl Martínez       | 15               |  |  | CRO Toni Kanaet        | CRO Toni Kanaet        | 0                      |    |                       |                       |                      |            |  |  |       |       |       |
|  | 1ROC Maksim Khramtsov    | 1ROC Maksim Khramtsov    | 13               |  |  | ROC Maksim Khramtsov   | ROC Maksim Khramtsov   | 22                     |    |                       |                       |                      |            |  |  |       |       |       |
|  | 16BUR Faysal Sawadogo    | 16BUR Faysal Sawadogo    | 6                |  |  |                        |                        |                        |    |                       | ROC Maksim Khramtsov  | ROC Maksim Khramtsov | 20         |  |  |       |       |       |
|  | 15TPE Liu Wei-ting       | 15TPE Liu Wei-ting       | 11               |  |  |                        | JOR Saleh Al-Sharabaty | JOR Saleh Al-Sharabaty | 9  |                       |                       |                      |            |  |  |       |       |       |
|  | 2AZE Milad Beigi         | 2AZE Milad Beigi         | 15               |  |  | AZE Milad Beigi        | AZE Milad Beigi        | 1                      |    |                       |                       |                      |            |  |  |       |       |       |
|  | 7UZB Nikita Rafalovich   | 7UZB Nikita Rafalovich   | 17               |  |  | UZB Nikita Rafalovich  | UZB Nikita Rafalovich  | 12                     |    |                       |                       |                      |            |  |  |       |       |       |
|  | 10DOM Moisés Hernández   | 10DOM Moisés Hernández   | 7                |  |  |                        |                        |                        |    | UZB Nikita Rafalovich | UZB Nikita Rafalovich | 11                   |            |  |  |       |       |       |
|  | 11NOR Richard Ordemann   | 11NOR Richard Ordemann   | 4                |  |  |                        | JOR Saleh Al-Sharabaty | JOR Saleh Al-Sharabaty | 13 |                       |                       |                      |            |  |  |       |       |       |
|  | 6JOR Saleh Al-Sharabaty  | 6JOR Saleh Al-Sharabaty  | 5                |  |  | JOR Saleh Al-Sharabaty | JOR Saleh Al-Sharabaty | 17                     |    |                       |                       |                      |            |  |  |       |       |       |
|  | 3CIV Cheick Sallah Cissé | 3CIV Cheick Sallah Cissé | 11               |  |  | MAR Achraf Mahboubi    | MAR Achraf Mahboubi    | 15                     |    |                       |                       |                      |            |  |  |       |       |       |
|  | 14MAR Achraf Mahboubi    | 14MAR Achraf Mahboubi    | 21               |  |  |                        |                        |                        |    |                       |                       |                      |            |  |  |       |       |       |

### Repescagem
|  | Repescagem            | Repescagem |                 |    | Disputa pelo bronze | Disputa pelo bronze |
|  |                       |            |                 |    |                     |                     |
|  |                       |            |                 |    |                     |                     |
|  |                       |            |                 |    |                     |                     |
|  |                       |            |                 |    |                     |                     |
|  |                       |            |                 |    |                     |                     |
|  |                       |            |                 |    |                     |                     |
|  | UZB Nikita Rafalovich | 18         |                 |    |                     |                     |
|  | UZB Nikita Rafalovich | 18         |                 |    |                     |                     |
|  |                       |            | CRO Toni Kanaet | 24 |                     |                     |
|  | BUR Faysal Sawadogo   | 10         | CRO Toni Kanaet | 24 |                     |                     |
|  | BUR Faysal Sawadogo   | 10         |                 |    |                     |                     |
|  | CRO Toni Kanaet       | 30         |                 |    |                     |                     |
|  | CRO Toni Kanaet       | 30         |                 |    |                     |                     |

|  | Repescagem           | Repescagem |                      |   | Disputa pelo bronze | Disputa pelo bronze |
|  |                      |            |                      |   |                     |                     |
|  |                      |            |                      |   |                     |                     |
|  |                      |            |                      |   |                     |                     |
|  |                      |            |                      |   |                     |                     |
|  |                      |            |                      |   |                     |                     |
|  |                      |            |                      |   |                     |                     |
|  | EGY Seif Eissa       | 12         |                      |   |                     |                     |
|  | EGY Seif Eissa       | 12         |                      |   |                     |                     |
|  |                      |            | NOR Richard Ordemann | 4 |                     |                     |
|  | NOR Richard Ordemann | 25         | NOR Richard Ordemann | 4 |                     |                     |
|  | NOR Richard Ordemann | 25         |                      |   |                     |                     |
|  | MAR Achraf Mahboubi  | 10         |                      |   |                     |                     |
|  | MAR Achraf Mahboubi  | 10         |                      |   |                     |                     |